# クイーンズブレイド アンリミテッド
『クイーンズブレイド UNLIMITED』 (Queen's Blade unlimited) とは、初代『クイーンズブレイド』のリブート（再始動）企画である。キャラ設定や世界観はほぼそのままに、新しいストーリーでアニメ＆フィギュアのメディアミックスが展開される。『クイーンズブレイド』シリーズ第4作目（『クイーンズゲイト』を含めれば第5作目）に当たる。

## 経緯
- 2017年3月『月刊ホビージャパン』2017年3月号誌上で「絶影の追跡者 エリナ」、「冥土へ誘うもの アイリ」、「流浪の戦士 レイナ」、「深き森の番人 ノワ」の4人のデザインが公開された。
- 2017年6月27日『クイーンズブレイド公式サイト UNLIMITED』が開設され、同時に「審判の天使 ナナエル」、「光輝の聖女 メルファ」、「歴戦の傭兵 エキドナ」の3人のリブートデザインが発表された。
- 2017年7月25日「雷雲の将 クローデット」が発表された。
- 2017年8月24日「荒野の義賊 リスティ」が発表された。
- 2017年9月8日「武者巫女 トモエ」が発表された。
- 2017年9月26日「古代の王女 メナス」が発表された。
- 2017年10月23日「逢魔の女王 アルドラ」が発表された。
- 2017年11月16日「千変の刺客 メローナ」が発表された。
- 2017年12月12日「牙の暗殺者 イルマ」が発表された。
- 2018年1月24日『クイーンズブレイド UNLIMITED』OVAの詳細が発表された[1]。
- 2018年3月30日「戦闘教官 アレイン」が発表された。
- 2018年4月23日「武器屋 カトレア」が発表された。
- 2018年5月25日「炎の使い手 ニクス」が発表された。
- 2018年5月30日 YouTubeのホビージャパンチャンネルでPV第1弾が公開された。
- 2018年7月13日 OVA第1巻「エリナの旅立ち」が発売された(DVD/Blu-ray)。
- 2018年8月16日「鋼鉄姫 ユーミル」が発表された。
- 2019年11月14日 YouTubeのホビージャパンチャンネルでPV第2弾が公開された。
- 2020年2月28日 OVA第2巻「女王陛下御前試合」が発売された(DVD/Blu-ray)。
- 2022年2月10日 ブラウザゲーム『クイーンズブレイドリミットブレイク』のサービス開始

## ストーリー
四年に一度行われるクイーンズブレイド。美闘士と呼ばれる女性たちだけが参加できる戦い。女王になるためには数多くの公式試合を勝ち抜かなければならない。
大陸でも有数の大貴族であるヴァンス伯爵の娘エリナは、勝手に出奔してクイーンズブレイドに参戦している姉レイナを追って城を出る。
姉が伝説の地マラマクスをめざしていることを知った後、偶然その地への門の鍵となる魔笛を持つ少年ミシェルと出会う。クイーンズブレイドに参加する気はなかったエリナだが、魔笛を狙う沼地の魔女の配下であるアイリからミシェルを護るために美闘士となる。
初めての試合で勝者となったエリナはアイリを従わせ、かくしてマラマクスへと向かう三人の旅が始まる。

## キャラクター
第一シリーズのキャラクター設定に関しては
今回より美闘士全18人のデザインはUNKNOWN GAMESの大崎シンヤが手がける。以前は記載されていたキャラ設定の欄の防具、趣味は省かれた。また、各々のキャラクターは身長やスリーサイズなど大なり小なり設定が変更されている。

各キャラクターを演じる声優については
第2話の時点ではナレーションも含めて基本的に声優の変更はないが、女王アルドラは、TVシリーズ1期と2期で逢魔の女王アルドラを演じた竹内美優ではなく、リベリオン以降の召喚士アルドラ役をつとめた竹達彩奈が担当している。

### 絶影の追跡者 エリナ
身長：163cm。スリーサイズ：B85:W54:H84。
旧シリーズでの二つ名は「近衛隊長 エリナ」だった。旧シリーズと比較して身長が5cm減少、職業は「近衛隊長」から「貴族の娘」へ、武器は「グレートスピア」から「スピア」へと変更されている。(このスピアは、クローデットから旅立ち時に贈られた、武器屋カトレアの特注品)
性格は別人レベルに変更されており、誇り高いお嬢様気質で傲慢さを隠すことないが、心優しいとこもある。
旧作ほどに、レイナを偏愛しておらずに良識的、成り行きで助けたミシェルのことを意識する場面も。
旧作の時のような残酷さも無くなり、ワイルドさもなくなり、どちらかと言えばキュート。
ビキニアーマー下乳を覆うオーソドックスなタイプで、虎の毛皮も無くなりその姿は虎でなく猫のよう。(実際、金属のかぎ爪は猫の爪と評されてる)
実姉であるレイナの呼び方は「レイナお姉ちゃん」から今作では「レイナ姉様」に変更。

### 冥土へ誘うもの アイリ
身長：157cm。スリーサイズ：B86:W56:H83。
旧シリーズと比較して身長が4cm減少、嫌いなものが「この世から消えてしまうこと」から「犬」へと変更されている。沼地の魔女の配下としてメローナ、メナスとチームを組んでいた彼女だが、今作ではクイーンズブレイドの公式試合でエリナに敗北し、文字通り身体を支配された。

### 流浪の戦士 レイナ
身長：165cm。スリーサイズ：B88:W60:H85。
旧シリーズと比較して身長が5cm減少。荒野の義賊リスティとの出会いが彼女の生き方を決定付けたが、今作ではクイーンズブレイドが始まった年、今のすべてを捨てて美闘士として生きる事を決意したとあり、リスティとの関連性は不明。

### 審判の天使 ナナエル
身長：150cm。スリーサイズ：B84:W57:H82。
旧シリーズでの二つ名は「光明の天使 ナナエル」だった。身長が12cm低くなっている。
羽の大きさが左右で異なることを気にしていたが、今作ではそのことを言われると顔が真っ赤になる。

### 深き森の番人 ノワ
身長：149cm。スリーサイズ：B78:W55:H81。
旧シリーズでの二つ名は「森の番人 ノワ」だった。旧シリーズと比較して身長が9cm減少。一番の親友である猿のルーは瞬間的に体を硬質化することでノワを守る頼もしいボディガードだった。現在判明している今作の設定情報では、ルーの存在は明かされていない。

### 光輝の聖女 メルファ
身長：167cm。スリーサイズ：B96:W64:H90。
旧シリーズでの二つ名は「帝都の聖女 メルファ」だった。旧シリーズと比較して身長が1cm増加、ウェストサイズが3cm減少、ヒップサイズが2cm増加。武器は「フレイル」から「ホーリーブック」に、衣装デザインは全身タイツからワンピース型のスリットの入ったミニスカートへと変更されている。

### 歴戦の傭兵 エキドナ
身長：168cm。スリーサイズ：B94:W60:H86。
旧シリーズと比較して身長が6cm増加、ウェストサイズが3cm減少。武器は「剣」から「スネークソード」へ、好きなものは「蛇（特に腰の魔法の蛇ケルタン君）」から「蛇」に、嫌いなものは「森エルフの説教」から「アレインの説教」へと変更されている。

### 雷雲の将 クローデット
身長：175cm。スリーサイズ：B98:W60:H87。
旧シリーズと比較して身長が3cm増加、バストサイズが9cm増加。嫌いなものは「無責任」から「水（泳げない）」へと変更されている。旧シリーズでは、家中では自らの立場をわきまえた態度に徹し、いずれ自身の主人となるレイナ、エリナを立てながら姉として振る舞っていたが、今作ではエリナのことを非情に愛しく思いつつも愛情表現が下手なため伝わらず、無愛想な姉と思われている。またレイナに対しては、継承権を持ちながらも家出してしまった行動を理解出来ず憎しみに近い感情を抱いていた設定だったが、今作では理解できないながらもレイナの意思の強さと器の大きさを尊敬している設定となっている。旧作と比べ別人でしかないほどに見た目が大きく変わっており、髪色が赤から紫に、衣装デザインは黒を基調としたビキニアーマーから、黄金の鎧と紫のビキニパンツを穿いたデザインに変更されている。

### 荒野の義賊 リスティ
身長：179cm。スリーサイズ：B90:W62:H85。
旧シリーズと比較してウェストサイズが4cm減少。好きなものは「肉と酒」から「お風呂」に、嫌いなものは「猿」から「偉そうなやつ」に変更されている。

### 武者巫女 トモエ
身長：160cm。スリーサイズ：B87:W57:H85。
旧シリーズから身長、スリーサイズの変更はない。武器が、「名刀クチナワ」から「刀」に、好きなものは「ケーキ（レイナに教えてもらった）」から「甘いもの」に変更されている。旧シリーズでは、袴のスリットの下は白衣で覆われていたが、今作では生足になって露出度が上がっている。

### 古代の王女 メナス
身長：157cm。スリーサイズ：B90:W58:H85。
旧シリーズから身長、スリーサイズの変更はない。武器が「リビングセプター セトラ」から「包帯」に、セトラは指輪に変更され、格闘技キャラという設定をより反映した姿となる。

### 逢魔の女王 アルドラ
身長：145cm。スリーサイズ：B75:W53:H77。
旧シリーズから身長、スリーサイズの変更はない。武器から「肉裂秘剣」と「幻惑の宝珠」が省かれている。 好きなものが「行方不明の妹」から「妹からの手紙（白紙）を読むこと」に、左眼が赤眼から緑眼に変更されている。自分の左腕を封印しているという設定が除かれ、左腕を伸ばした姿勢になっている。デルモアが男性から女性に変更され、姿形がまったく異なる。

### 千変の刺客 メローナ
身長：不定。スリーサイズ：B気まぐれ:W自由:H自在。
旧シリーズから身長、スリーサイズの変更はない。好きなものが「甲殻類」から「イタズラ」に変更。「トモダチ」という概念に憧れているという設定が追加されている。

### 牙の暗殺者 イルマ
身長：158cm。スリーサイズ：B85:W55:H83。
身長が9cm低くなり、ウェストが3cm細くなっている。
職業は「清掃員（本当は暗殺者）」から「暗殺者」へ、武器は「剣」、「ダガー」から「二振りの短刀」へ、好きなものは「静寂」から「猫」へ変更されている。
エキドナとの関係について、さらに詳しく記述が追加されている。

### 戦闘教官 アレイン
身長：160cm。スリーサイズ：B80:W54:H80。
旧シリーズから身長、スリーサイズの変更はない。
好きなものである「ノワ（おくびにも出さない）」のかっこ書きが省かれ、「指導」が追加されている。
細い三つ編みの髪が左側から右側に、長手袋が前腕部だけをおおうアームカバーに変更され、手の部分が露出している。

### 武器屋 カトレア
身長：175cm。スリーサイズ：B120:W68:H99。
旧シリーズから身長、スリーサイズの変更はない。
武器は「大剣"巨人殺し"」のみで「万能ジャベリン」は省かれている。
衣装はエプロン様の戦闘服姿から、頭巾にビキニと作業用腰ベルトの仕事服姿に変更。

### 炎の使い手 ニクス
身長：165cm。スリーサイズ：B86:W56:H83。
旧シリーズから身長、スリーサイズの変更はない。
武器の記述は「杖（秘宝フニクラ）」から「秘宝の杖『フニクラ』」に変更。
衣装は胸から伸びる長い飾りとガーターベルトが省かれ、色彩は全体的に赤系の色合いが強くなっている。

### 鋼鉄姫 ユーミル
身長：120cm。スリーサイズ：B61:W52:H66。
旧シリーズから身長、スリーサイズの変更はない。
防具からカチューシャが省かれ、ドワーフドレスのみとなっている。
クイーンズブレイドに参加する動機が鋼鉄山製武器販売促進のためであることは変わらないが、世継ぎのために婿探しをしているという設定が加わり、ドワーフドレスのデザインがウェディングドレス的なものになっている。

### アンリミテッドのオリジナルキャラクター
ミシェル・リヴァランシエル
自分の名前と魔笛カテドラルに関すること以外の記憶を失っている少年。
体の一部がカテドラルと感触を共有している。

## 設定
クイーンズブレイド
これまでの作品での設定に加え、試合の前にそれぞれの望みを宣言し、敗けた者は勝った者の望んだことを実現しなければならないという掟が存在する。
それに背いた者は、審判役の天使と戦わなければならず、美闘士ではなくなる。
マラマクス
伝説の秘境。最強の美闘士にのみ、そこへと通じる門が開かれると言われる。
だが、その実態については様々な説が語られ、真実は明らかではない。
カテドラル
ミシェルが持つ魔笛。
死霊を退ける力を持つ。普通に吹いても音は鳴らないが、マラマクスの方向に向けた時だけ音色を奏でることができ、マラマクスへの道が見える。また吹いた時に気力の回復や傷病を治癒する効果が得られ、それは音が鳴らない場合でも有効である。
手でしごくことによって大きくなり、色と形が変化する。
ミシェルの体の一部がこの笛と感触を共有している。

## ゲーム
クイーンズブレイド リミットブレイク
2022年2月10日にG123よりブラウザゲームとしてサービス開始。『クイーンズブレイド リベリオン』『クイーンズブレイド グリムワール』の登場人物も『アンリミテッド』の世界観に合わせて新たにデザインされている。